# Réalisateur de télévision
Dans le cadre de téléfilms ou de séries télévisées, un réalisateur de télévision a un rôle identique à celui d'un réalisateur de cinéma. Il doit cependant faire face à des contraintes particulières, telles qu'un budget et une durée de tournage généralement plus limités que dans une production cinématographique. Des contraintes artistiques existent aussi, en particulier pour les séries, où il doit adapter sa réalisation à la charte existante.
Pour les émissions purement télévisuelles, divertissement, sport, captation de manifestation, où par définition il ne maîtrise pas totalement l'action, son rôle devient principalement celui d'un metteur en images, avec comme but, celui de retranscrire l'action de façon plaisante et compréhensible pour le spectateur.

## Réalisateur de fiction pour la télévision
Être réalisateur de fictions à la télévision, c'est réaliser une série télévisée, un téléfilm, ... a priori comme un réalisateur de cinéma. L'importance de la tâche est la même, cependant, la liberté est bien moins importante. 
Les producteurs choisissent du scénario, des acteurs, et de plusieurs des autres tâches. De même, les budgets et les salaires sont souvent moins importants que pour un film de fiction ou d'aventure (pour la télévision le salaire est 4000€ brut). Cela influence largement la durée du tournage, généralement beaucoup plus courte.
Toutefois, le réalisateur de télévision garde sa part de responsabilité : il dirige les acteurs, accompagne les montages, ainsi que plusieurs autres tâches de la postproduction, et du tournage.
Dans le cas des séries télévisées, en particulier aux États-Unis, plusieurs réalisateurs assurent la direction des différents épisodes. Ils sont alors tenus de respecter le style de la série, qui est déterminé par la production (par l'épisode pilote) ainsi que les méthodes de tournage adoptées.

## Réalisateur d'émission de divertissement
Un autre type de réalisateur de télévision est le metteur en scène d'émissions de divertissement (variétés, jeu, télé réalité, etc.). 
La tâche est entièrement différente. Il n'y a pas de choix d'acteurs, et les techniciens sont moins nombreux. Le réalisateur choisit la position des caméras, leur angle de vue, et les plans qui seront diffusés. C'est à lui de respecter le conducteur et les temps impartis (le scripte joue un rôle primordial). Il gère son équipe de prise de vue et synchronise les actions et les cadres avant leur enregistrement. Il doit s'adapter au rythme et à la direction artistique de l'émission déterminés par la production.

## Réalisateur de captation d'événements sportifs ou culturels
Dans ce type de réalisation, le réalisateur ne maîtrise généralement pas l'action proprement dite (sport, concerts, manifestations ...).  C'est à lui de retranscrire en image le spectacle, de donner un rythme à la réalisation, tout en respectant l'événement.
Généralement, le tournage est en multi-caméras, en direct et en temps réel (ou dans les conditions du direct, c'est-à-dire avec un montage ultérieur limité). Son travail consiste alors à choisir l'image de la meilleure caméra, au bon moment, tout en donnant ses instructions aux autres cadreurs, pour avoir un large choix de plans et couvrir l'action.